# Landschaftsschutzgebiet Diemeltalflanken um Niedermarsberg

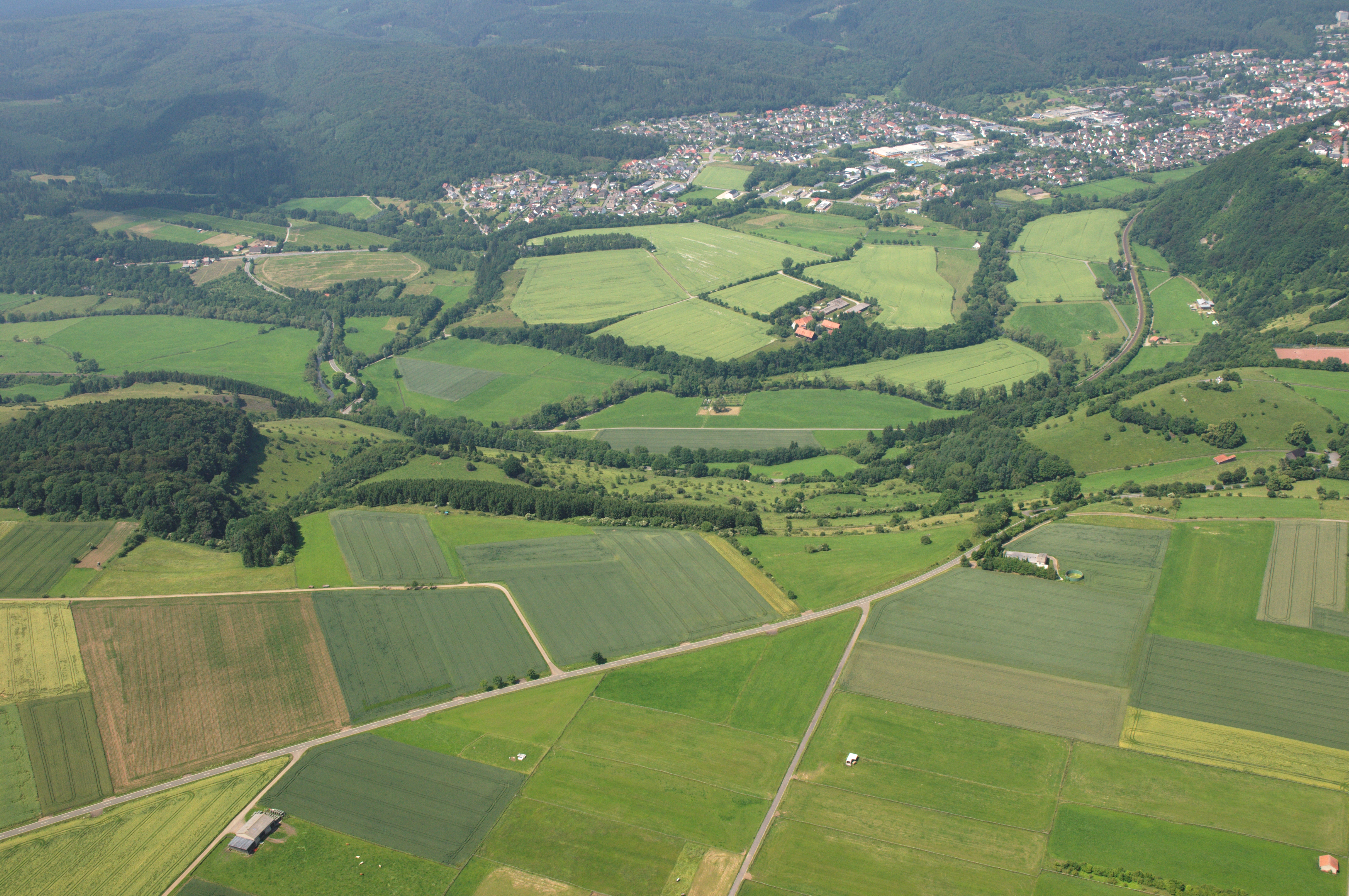
Westlichste Teilfläche des Landschaftsschutzgietes Diemeltalflanken um Niedermarsberg zwischen Niedermarsberg und Gut Wieringsen bzw. der Flussaue der Diemel

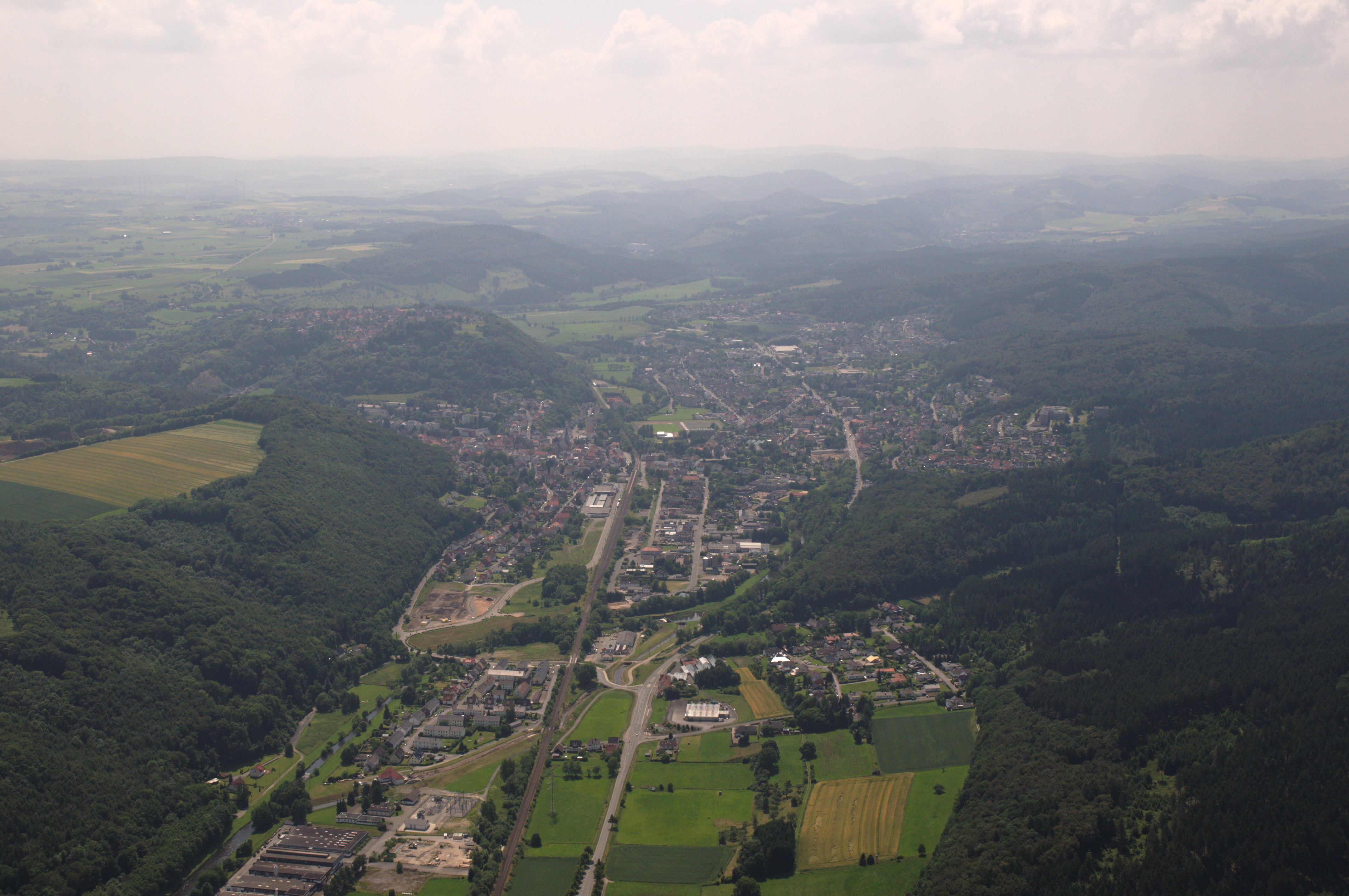
Teile der östlichste Teilfläche des LSG rechts der B 7 aus der Luft

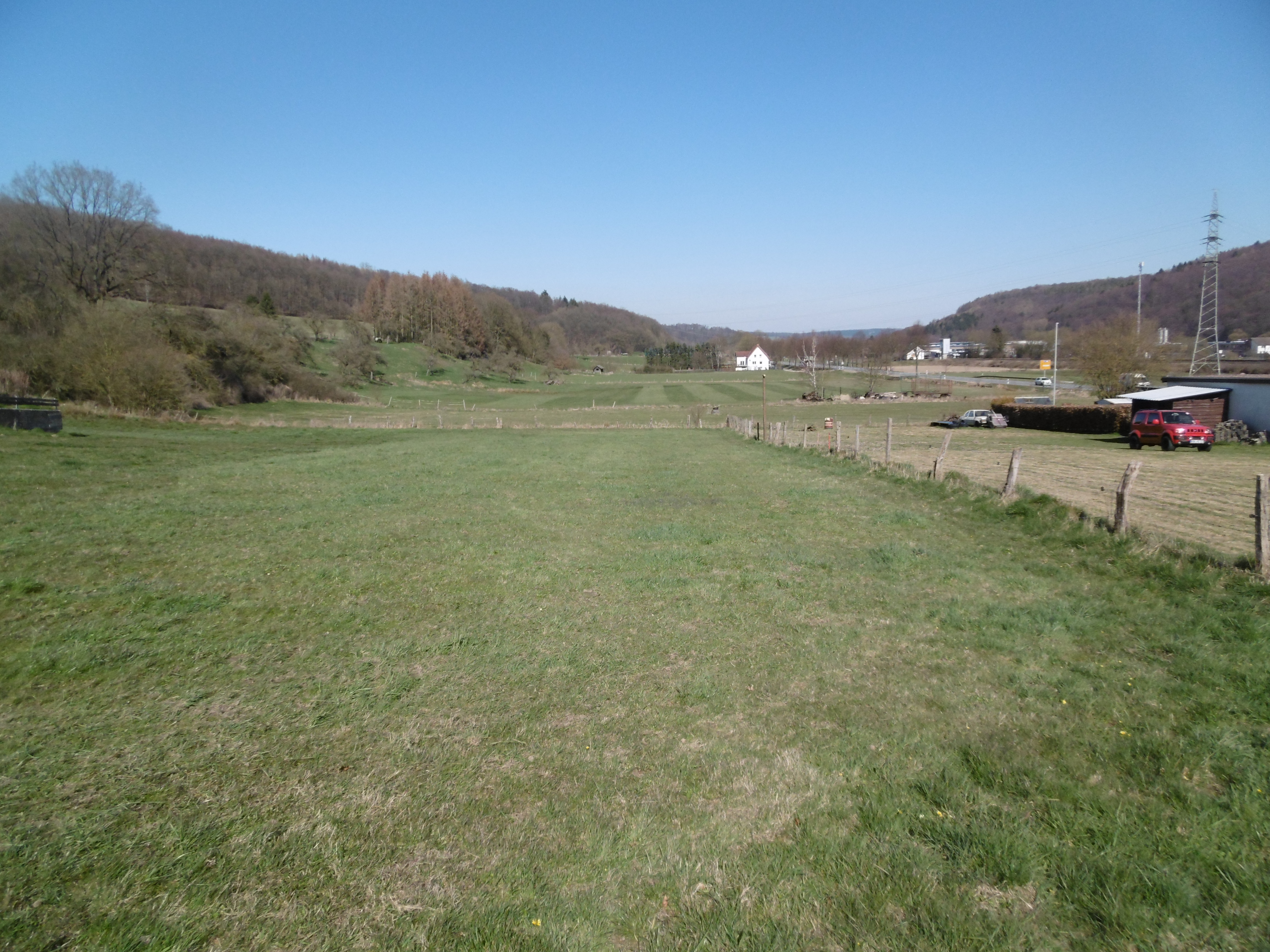
Teile der östlichste Teilfläche des LSG

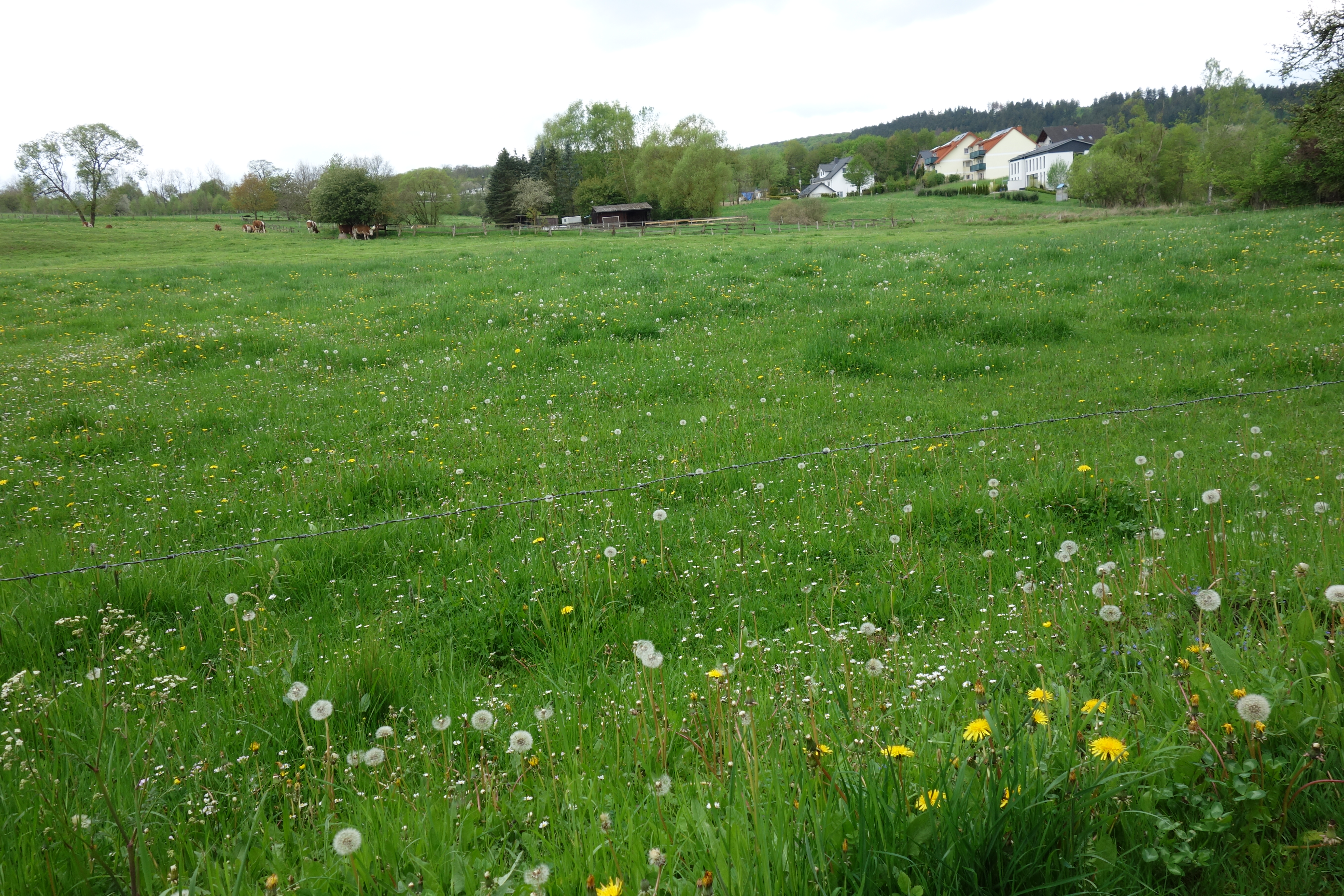
Grünlandbereich am westlichen Rand von Niedermarsberg

Das Landschaftsschutzgebiet Diemeltalflanken um Niedermarsberg mit einer Größe von 100,18 ha liegt im Stadtgebiet von Marsberg im Hochsauerlandkreis. Das Landschaftsschutzgebiet (LSG) wurde 2008 mit dem Landschaftsplan Marsberg als LSG ausgewiesen. Das LSG besteht aus fünf Teilflächen, welche südwestlich und östlich von Niedermarsberg liegen.

## Angrenzende Gebiete
Die westlichste große Teilfläche grenzt im Norden direkt an die Bebauung von Niedermarsberg an. Im Süden grenzt diese Teilfläche an das Naturschutzgebiet Unteres Diemeltal. Die drei kleineren Teilflächen des LSG östlich von Niedermarsberg grenzen zum großen Teil direkt an bebaute Flächen und sind durch Bebauung und Verkehrswege stark isoliert von anderen Freiflächen. Die große östliche Teilfläche liegt auf gut 2 km Länge nördlich der Bundesstraße 7 bis zum Waldrand. Das Gebiet wurde als LSG Typ B, Ortsrandlagen, Offenland- und Kulturlandschaftsschutz ausgewiesen.

## Beschreibung

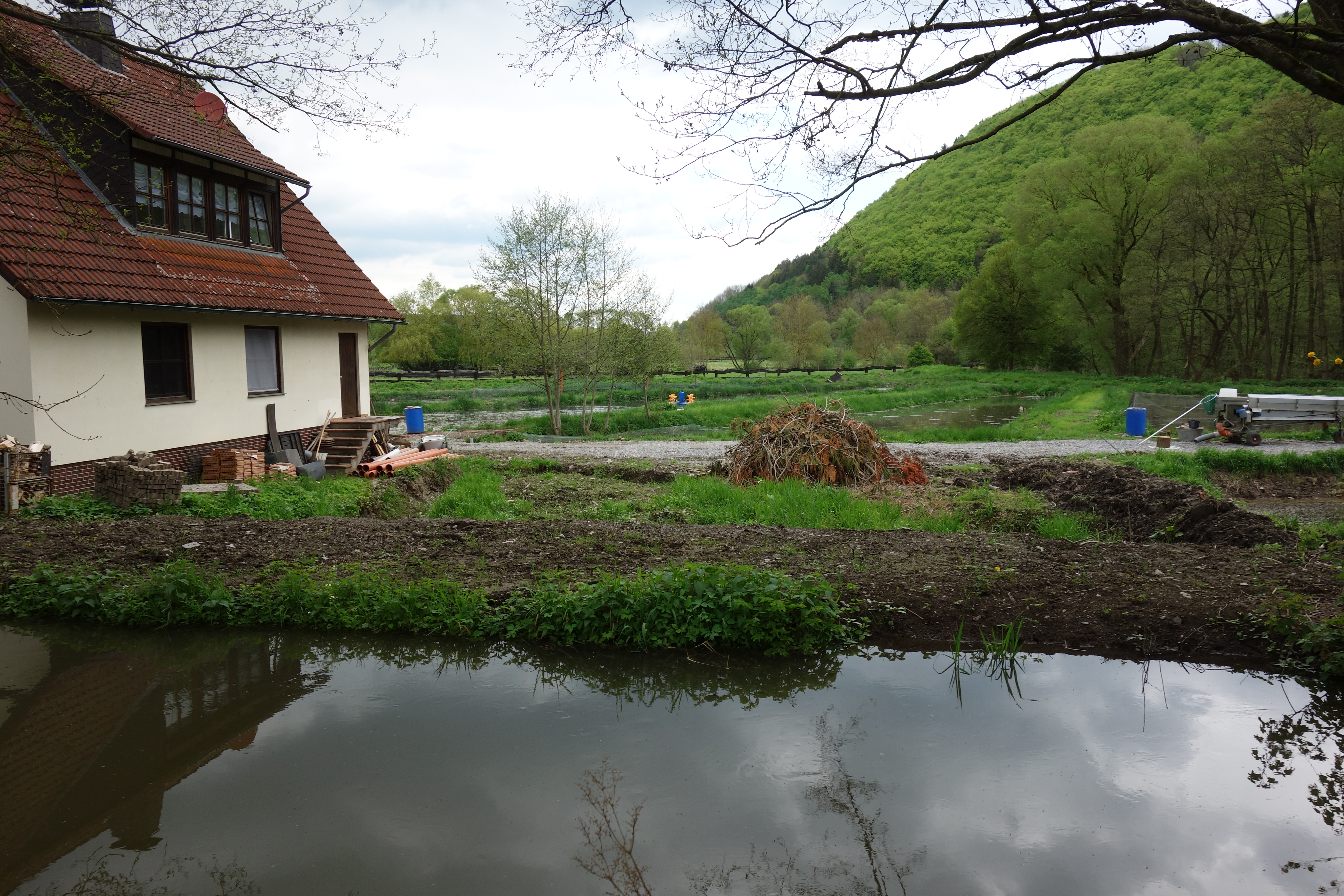
Teichanlage Vincentiusstraße

Beim LSG handelt es sich um Teile der nördlichen bzw. eine Teilfläche der südlichen Diemeltalflanken welche südwestlich und östlich von Niedermarsberg liegen. Bei den vier östlichen Teilflächen sind neben Teilen der Diemeltalflanken auch Bereiche der Diemelaue mit einbezogen. Das LSG wird als Grünland und Acker genutzt. Im LSG befanden sich bei Ausweisung mehrere erhaltenswürdige Obstbaumbestände. Auch die Teichanlage an der Vincentiusstraße bzw. Vincentiusmühle gehört zum Schutzgebiet.

## Rechtliche Vorschriften
Wie in den anderen Landschaftsschutzgebieten im Stadtgebiet besteht im LSG ein Verbot Bauwerke zu errichten. Vom Verbot ausgenommen sind Bauvorhaben für Gartenbaubetriebe, Land- und Forstwirtschaft. Die Untere Naturschutzbehörde kann Ausnahme-Genehmigungen für Bauten aller Art erteilen. Wie in den anderen Landschaftsschutzgebieten vom Typ B in Meschede besteht im LSG ein Verbot der Erstaufforstung und Weihnachtsbaum-, Schmuckreisig- und Baumschul-Kulturen anzulegen.
Es besteht, wie in anderen Landschaftsschutzgebieten vom Typ B in Marsberg, das Gebot das LSG durch landwirtschaftliche Nutzung oder geeignete Pflegemaßnahmen von Bewaldung frei zu halten. Zusätzlich besteht im Landschaftsschutzgebiet Diemeltalflanken um Niedermarsberg das Gebot Obstbäume bis zu ihrem natürlichen Abgang zu erhalten.
Teile des LSG in drei Teilflächen, ungefähr ein Viertel der Gesamtfläche, sind mit einer Befristung versehen. Sobald dort Bau- oder Industriegebiete ausgewiesen werden wird der Landschaftsschutz aufgehoben.
Für das LSG besteht die spezielle Gebot die Obstbäume bis zu ihrem natürlichen Abgang zu erhalten. Als zusätzlichen Entwicklungsmaßnahme wurde festgesetzt die Ostwiesen der östlichsten Teilfläche nördlich der B 7 durch Neupflanzungen in größeren Bestandslücken zu ergänzen und so langfristig zu sichern. Die dortigen Ostwiesen sind allerdings nur bis zu einer Bebauung mit Wohnbebauung geschützt und dürfen also bei Rechtsgültigkeit eines Bebauungsplanes bebaut werden.